# Cá chuột Mỹ
Cá chuột Mỹ hay cá heo hề, cá chuột ba sọc (tên khoa học Chromobotia macracanthus), là một loài cá nước ngọt nhiệt đới thuộc về họ Botiidae. Chúng là loài duy nhất trong chi đơn loài Chromobotia. Tuy được gọi là cá chuột "Mỹ" nhưng loài này có nguồn gốc từ các vùng nước nội địa Indonesia ở Sumatra và Borneo. Nó là loài cá cảnh nước ngọt phổ biến và được bán trên toàn thế giới.

## Phân loại

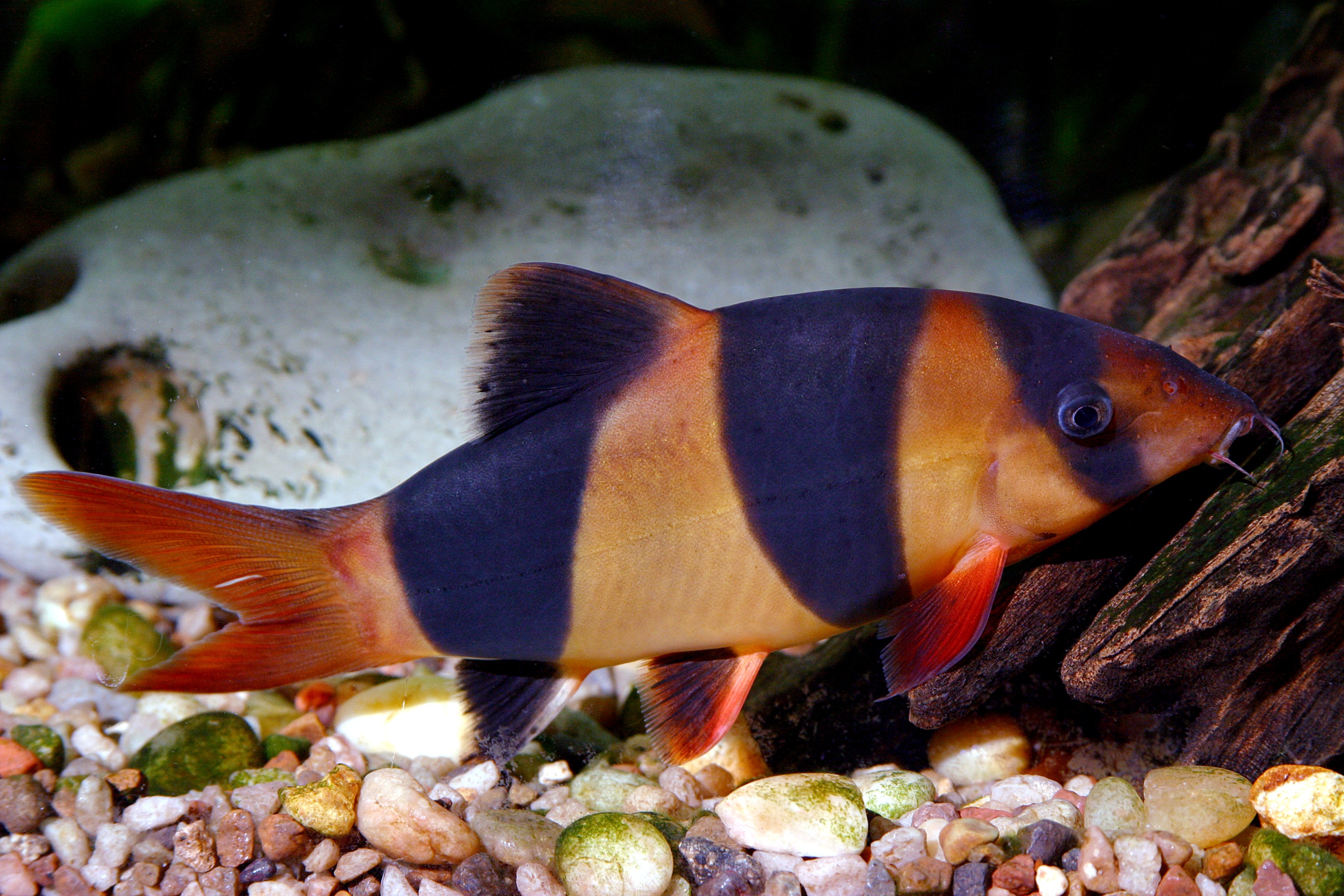
Cá chuột Mỹ trong hồ cá.

Loài này ban đầu được mô tả như Cobitis macracanthus bởi Pieter Bleeker năm 1852. Năm 1989, tên khoa học của nó được đổi thành Botia macracanthus. Năm 2004, Tiến sĩ Maurice Kottelat phân chia chi Botia, lúc đó gồm 47 loài khác nhau, thành bảy chi riêng, khiến cá chuột Mỹ được đặt trong chi riêng của chính nó, Chromobotia.

## Phân bố và môi trường sống
Cá chuột Mỹ có nguồn gốc từ đảo Sumatra và Borneo ở Indonesia. Nước sạch rõ ràng là môi trường sống tốt nhất cho chúng, nhưng lũ lụt buộc cá phải di cư vào vùng đồng bằng ngập lũ, hoặc vùng bùn lầy hoặc nước đen hoặc hồ, tới 7-8 tháng một năm, cá chuột Mỹ thường được tìm thấy trong các đồng bằng ngập lũ của khu vực đồi núi. Con trưởng thành sinh sản di chuyển tới các dòng nước nhỏ để đẻ trứng hàng năm.
Trong môi trường tự nhiên, loài cá này được tìm thấy trong nước có nhiệt độ 25 đến 30 °C (77 đến 86 °F), độ pH giữa 5.0 và 8.0, và độ cứng của nước giữa 5 and 12 dH.